# Gonzalo Fernández de Burgos
Gonzalo Fernández (* um 870; † um 935) war Graf von Burgos (ca. 899–915) und von Kastilien (ca. 909–915). Er war der Vater von Fernán González, des Begründers der weitgehend vom Königreich León unabhängigen Grafschaft Kastilien. Er wird auch manchmal als Gonzalo Fernández de Lara bezeichnet.

## Biographie
Von Gonzálo Fernández sind nur wenige Lebensdaten bekannt: In der Gründungsurkunde des Klosters San Pedro de Cardeña aus dem Jahr 899 wird er erstmals als „Graf von Burgos“ (comite Gundissalbo Fernandiz in Uurgus) erwähnt; danach scheint er seinen Sitz in das ca. 45 km südöstlich von Burgos gelegene Lara (heute Lara de los Infantes) verlegt zu haben. Er vergrößerte sukzessive seinen Herrschaftsbezirk von Espinosa de los Monteros und Escalada im Norden von Burgos bis zum Río Arlanza. Die nächste Erwähnung seines Namens stammt aus dem Jahr 912, in welchem er – neben seinen Mitstreitern Gonzalo Téllez und Munio Núñez – vom leonesischen König García I. zu einem der drei Anführer bei der Wiederbesiedlung (repoblación) ehemals islamischer Gebiete nördlich des Río Duero ernannt wurde; er kümmerte sich um die Städte Clunia, San Esteban de Gormaz und Burgos sowie um die südlich des Duero gelegene Festung von Haza. Gonzálo Fernández erscheint nochmals in zwei Dokumenten aus den Jahren 914 und 915 als „Graf von Kastilien“ bzw. als „Graf von Burgos“; danach scheint er sich an den leonesischen Königshof begeben zu haben. In den Jahren zwischen 924 und 930 erscheint ein Gundisalvus comes mehrfach am Königshof von Navarra – ob es sich dabei allerdings um Gonzalo Fernández handelt, ist unklar. Die letztmalige Erwähnung eines Gundisalvus Fredinandiz comes stammt aus dem Jahr 932.
Nach seinem Tod wurden seine sterblichen Überreste wahrscheinlich im Kloster San Pedro de Arlanza bestattet.

## Nachkommen
Mit seiner Gemahlin Muniadona hatte er zwei Kinder:
- Ramiro González († 936 im Kampf gegen die Mauren)
- Fernán González († 970), erster unabhängiger Graf von Kastilien